# Чулков, Иван Иванович
Иван Иванович Чулков — окольничий, служил полковым воеводой, в 1565 году воевода в Великом Новгороде, затем воевода во Ржеве, в 1568 году — в Вязьме, казнён в 1568 году.

## Происхождение
Иван Иванович Чулков принадлежал к тому дворянскому роду Чулковых, что вели своё происхождение от «германского выходца» Ратши. Прадед Ивана — Василий Тимофеевич Чулок Остеев был воеводой в Новгороде. Отец Ивана Иван Андреевич Чулков был крупным вотчинником в Переяславском уезде.

## Биография
В 1547 году вместе с братом Никитой Меньшим названы среди свидетелей земельной сделки (обмена селами) их двоюродного брата Фёдора Алексеевича и Троице-Сергиева монастыря. Иван отказался подтвердить сделку.
В сентябре 1547 года (18 сентября 7056 год) была свадьба брата Ивана Грозного — князя Юрия Васильевича и Иулианы Дмитриевны Палецкой. Иван Иванович среди четверых «на розсылку быти у постели» назван вторым (Иван Яковлевич Мансуров, Иван Иванович Чулков, Григорий Никитич Сукин, Семен Ярцов сын Нармацкого).
В 1549 году вместе с Фёдором Чулковым, Никитой Большим, Никитой Меньшим и Дмитрием Ивановичем Чулковыми продали село Бакино Переяславского уезда Троицкому монастырю.
В 1557 году (2 июля 7065 года) Иван Грозный ожидал нового нападение Девлет I Гирея. Планируя дать отпор царь готовил войско. Два окольничих Никита Васильевич Шереметьев и Иван Иванович Чулков был направлены в Коломну, чтобы оттуда при нападении сообщить об угрозе.
В 1565 году (7073 год) Иван Грозный «опалу свою положил» (прогневался) на двух из шести воевод Полоцка: князя Данилу Юрьевича Сицкого и Ивана Петровича Квашнина-Пояркова и сослал их в Казань, «а на их место государь велел быть» окольничему Ивану Ивановичу Чулкову и князю Андрею Бабичеву)
В 1565 году (13 марта 7073 года) Иван Иванович и князь Андрей Бабичев указаны воеводами Новгорода.
В 1567 году (7075 год) в чине окольничего был вторым воеводой Ржева (первым был князь Иван Иванович Турунтай Пронский, третьим воевода Василий Коробов).
В 1568 году (7076 году) Иван Иванович первым воеводой был направлен в Астрахань. С ним были отправлены второй воевода князь Захарий Иванович Сугорский, и дьяк Андрея Щепотев. В этот же год был направлен вторым воеводой сторожевого полка под Вязьму на границе с Великим княжеством Литовским (первым воеводой был Фёдор Михайлович Трубецкой).

## Комментарии
1. ↑  В конце XVI века — XVII веке в российском государстве использовался иной календарь: год начинался в сентябре, даты продолжали указываться по юлианскому стилю (на тот момент разница с григорианским составляла 10 дней) и использовали константинопольскую эру. И даты с сентября по декабрь имели разницу в 5509 лет, а с января по август 5508 лет. Поэтому в статье приведены две даты
2. ↑  Вероятно тут упоминается старший брат Ивана Фёдор Иванович Чулков
3. ↑  речь вряд ли идёт о том, что Чулков и Бабичев стали воеводами Полоцка, так как уже в следующем абзаце перечислен обновлённый список 6 воевод, 2 руководителей острога и 2 городничих, но ни Чулкова, ни Бабичева среди них нет